# Amegilla wallacei
Amegilla wallacei är en biart som först beskrevs av Cockerell 1907.  Amegilla wallacei ingår i släktet Amegilla och familjen långtungebin. Inga underarter finns listade i Catalogue of Life.